# Верту (коммуна)
Верту (фр. Vertou) — коммуна на западе Франции, находится в регионе Пеи-де-ла-Луар, департамент Атлантическая Луара, округ Нант, центр кантона Верту. Расположена в 8 км к юго-востоку от Нанта, в 3 км от национальной автомагистрали N844; через территорию коммуны протекает река Севр-Нантез, впадающая в Луару в черте города Нант. В 2 км к северу от центра коммуны расположена железнодорожная станция Верту линии Нант-Сент.
Население (2017) — 24 219 человек.

## История
В древности территория коммуны была заселена галльским племенем амбилатров, проживавшим на южном берегу Луары. Около 575 года Святой Мартен основал в Верту монастырь, первым аббатом которого он стал. По легенде, Святой Мартен из Верту поставил свой посох паломника посреди территории, на которой должен был быть построен монастырь, и он врос в землю, превратившись в тис. Тис является символом Верту и изображен на гербе коммуны.
В 850 году Верту, вместе со всей территорией от Ренна до Нанта, был завоевана первым герцогом Бретани Номиноэ. В следующем году, после сражения при Женглане, в соответствии с договором в Анже он вошел в состав Бретани.
В 984 году Жоффруа Гризегонель, граф Анжуйский, овладел Южной Луарой и укрепил анжуйские владения к югу от Нанта, построив мощный замок в Ле-Палле. Этот замок позволил ему контролировать долину реки Севр-Нантез, а также движение по дорогам из Пуату в графство Нант. Анжуйский гарнизон, базировавшийся в замке Ле-Палле, обеспечивал безопасность местности и способствовал закреплению анжуйцев на южном берегу Луары. При содействии анжуйских графов монахи из Туара восстановили в Верту старое аббатство, разрушенное в IX веке викингами. Монахи аббатства Святого Мартена на протяжении веков играли важную роль в жизни Верту, в том числе упорядочили движение реки Севр-Нантез и сделали ее судоходной.
Во время Великой Французской революции Верту был почти полностью разрушен в результате военных действий между революционными войсками и сторонниками Вандейского мятежа.
В 1775 году построенная в Средние века монахами плотина была реконструирована и построен современный шлюз, позволивший судам с большим водоизмещением осуществлять движение по реке Севр-Нантез, что превратило Верту в процветающий торговый город.

## Достопримечательности
- Бывшее аббатство Святого Мартена: от разрушенного во время революции здания сохранились ворота
- Церковь Святого Мартена 1875-1887 годов, построенная на месте первой церкви VI века
- Шато Эбопен
- Шато Портийон
- Шато Ла-Фремуар
- Особняк Ла-Сальмоньер XV века

## Экономика
Структура занятости населения:
- сельское хозяйство — 1,3 %
- промышленность — 11,5 %
- строительство — 5,3 %
- торговля, транспорт и сфера услуг — 50,2 %
- государственные и муниципальные службы — 31,7 %

Уровень безработицы (2016 год) — 8,7 % (Франция в целом — 14,1 %, департамент Атлантическая Луара — 11,9 %). 

Среднегодовой доход на 1 человека, евро (2016 год) — 24 575 (Франция в целом — 20 809, департамент Атлантическая Луара — 21 548).

## Демография
Динамика численности населения, чел.

## Администрация
Пост мэра Верту с 2014 года занимает член партии Республиканцы Родольф Амайян (Rodolphe Amailland), член Совета департамента Атлантическая Луара от кантона Верту. На муниципальных выборах 2014 года возглавляемый им правый блок одержал победу в 1-м туре, получив 57,07 % голосов.
| Период | Период | Фамилия        | Партия                                                   | Примечания                                         |
| ------ | ------ | -------------- | -------------------------------------------------------- | -------------------------------------------------- |
| 1959   | 1971   | Огюст Приу     |                                                          |                                                    |
| 1971   | 1995   | Люк Дежуа      | Объединение в поддержку Республики                       | сенатор, член Генерального совета департамента     |
| 1995   | 2014   | Лоран Дежуа    | Союз за французскую демократию Союз за народное движение | нотариус, член Регионального совета Пеи-де-ла-Луар |
| 2014   |        | Родольф Амайян | Союз за народное движение Республиканцы                  | торговый представитель, член Совета департамента   |

## Города-побратимы
- Подебрады, Чехия
- Морж, Швейцария

## Знаменитые уроженцы
- Мари Альфонс Бедо (1804-1863), генерал и политический деятель

## Галерея

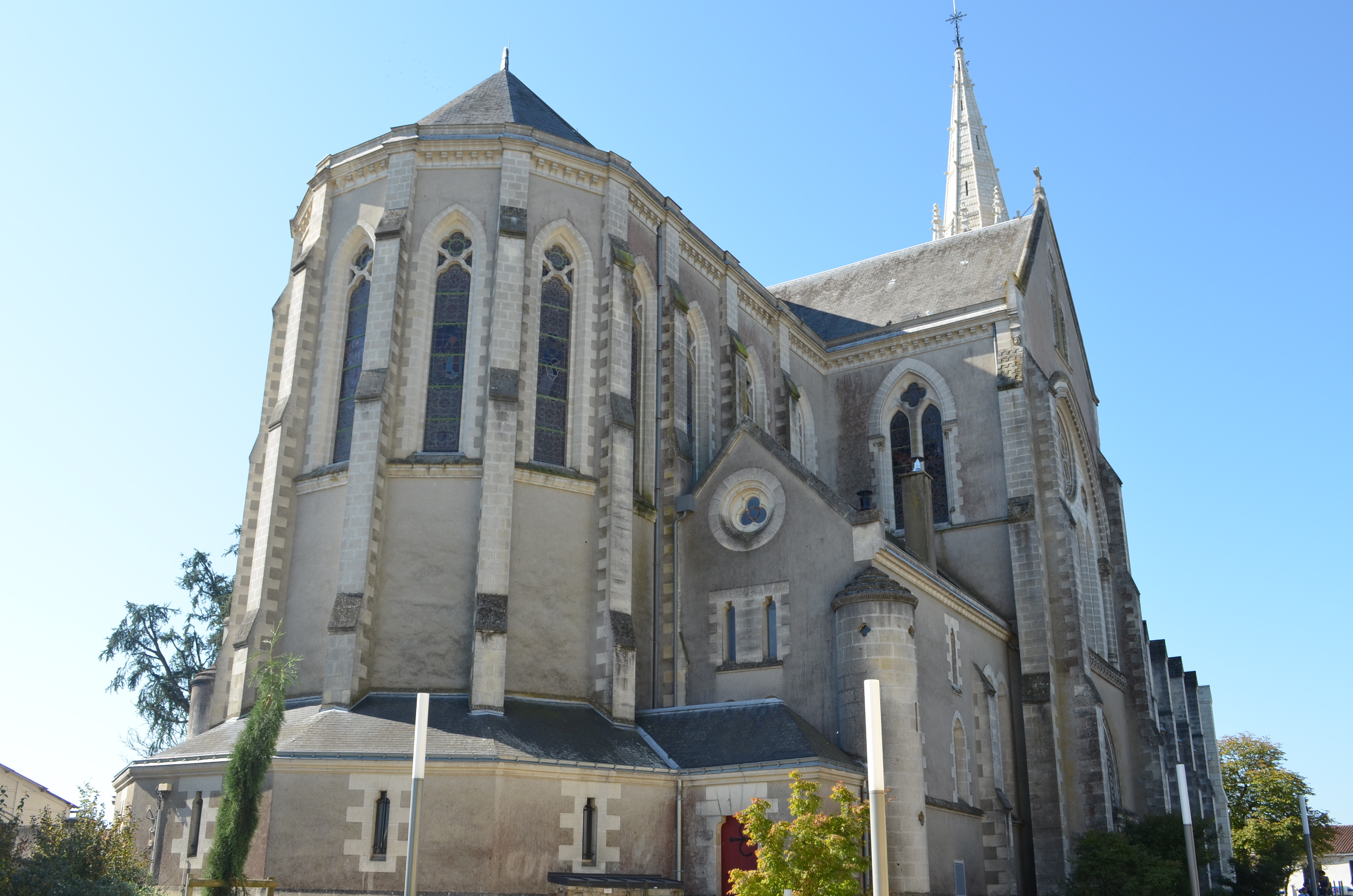
Церковь Святого Мартена
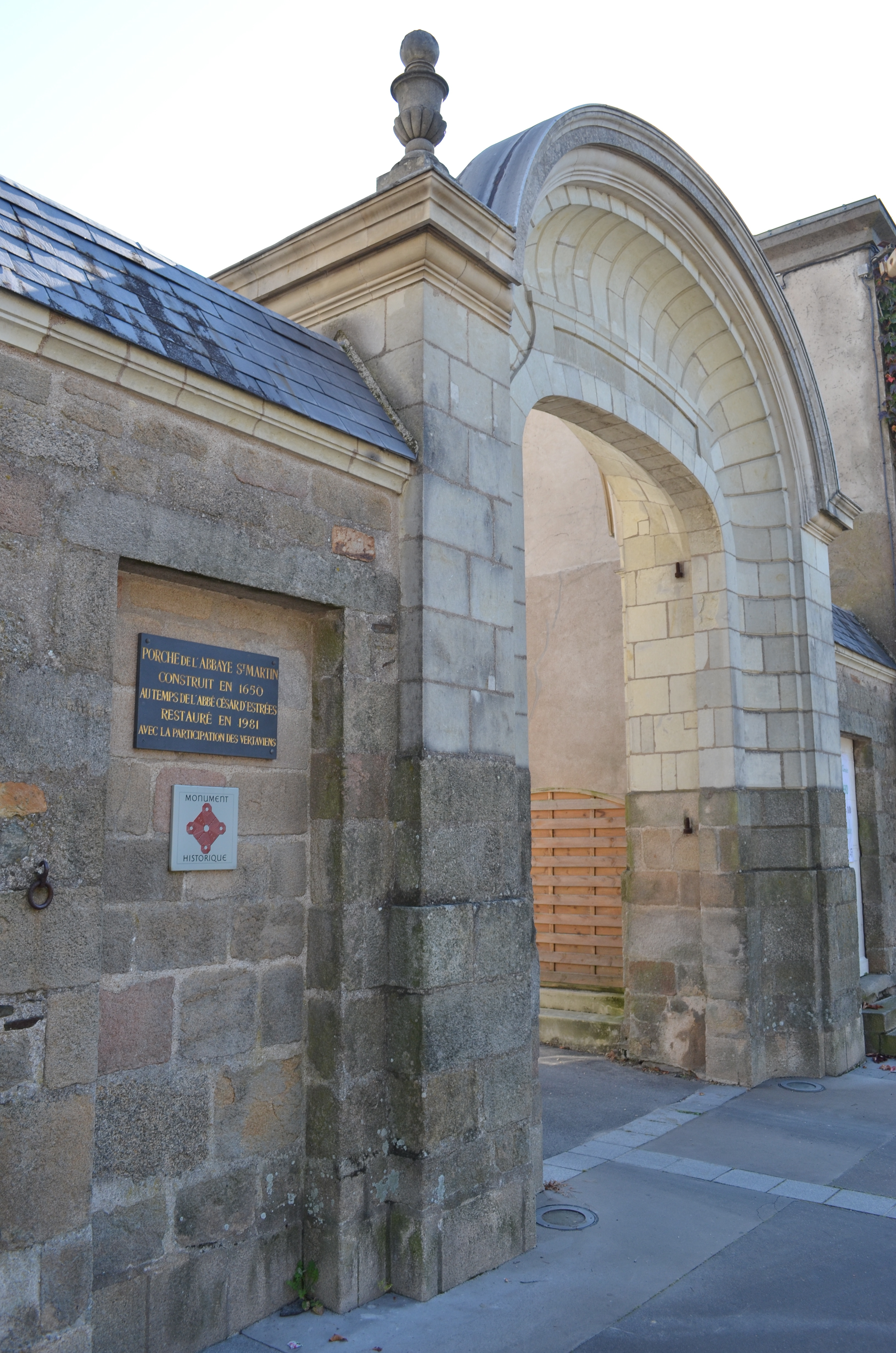
Ворота аббатства Святого Мартена
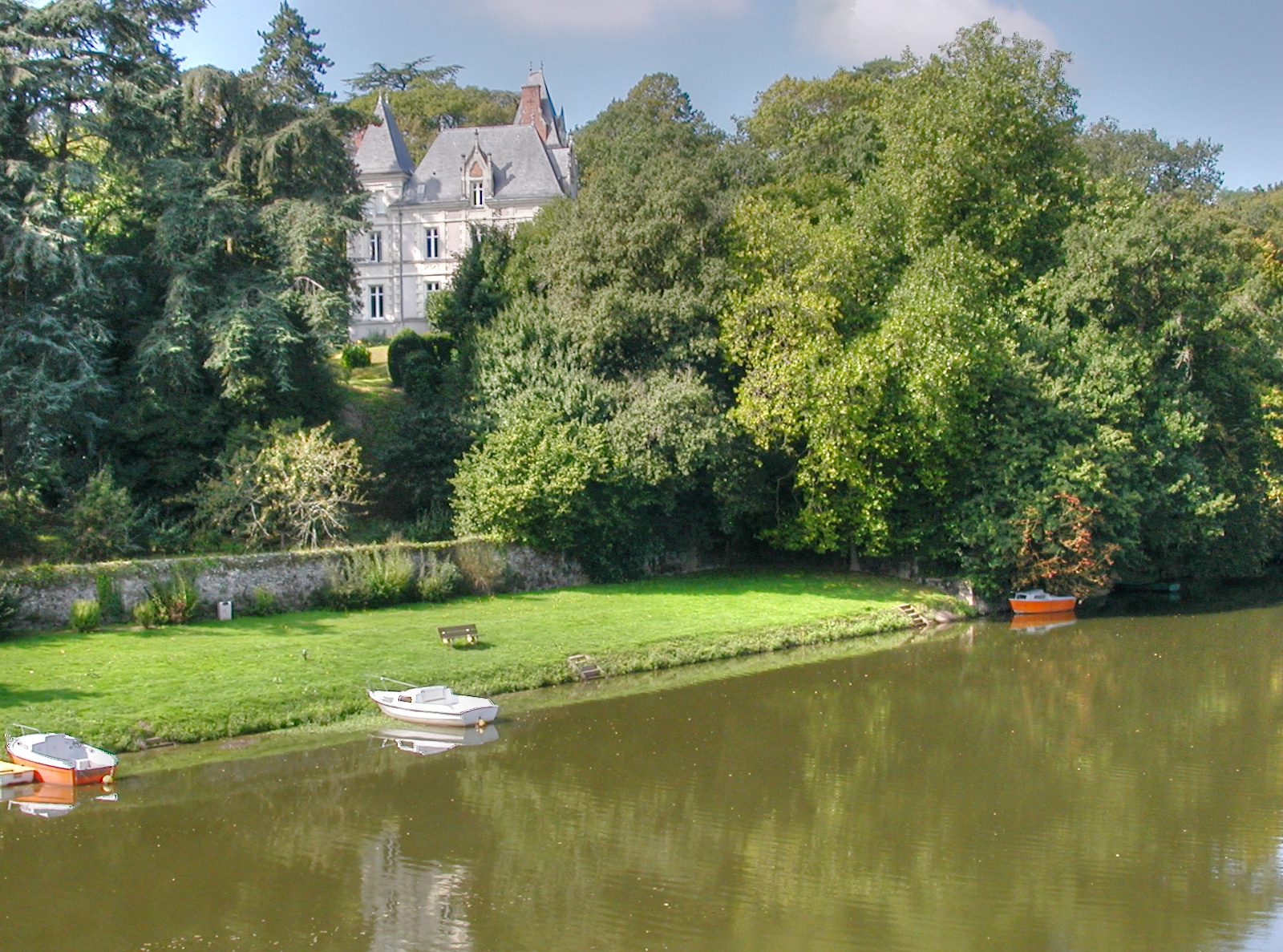
Шато Портийон на берегу реки Севр-Нантез
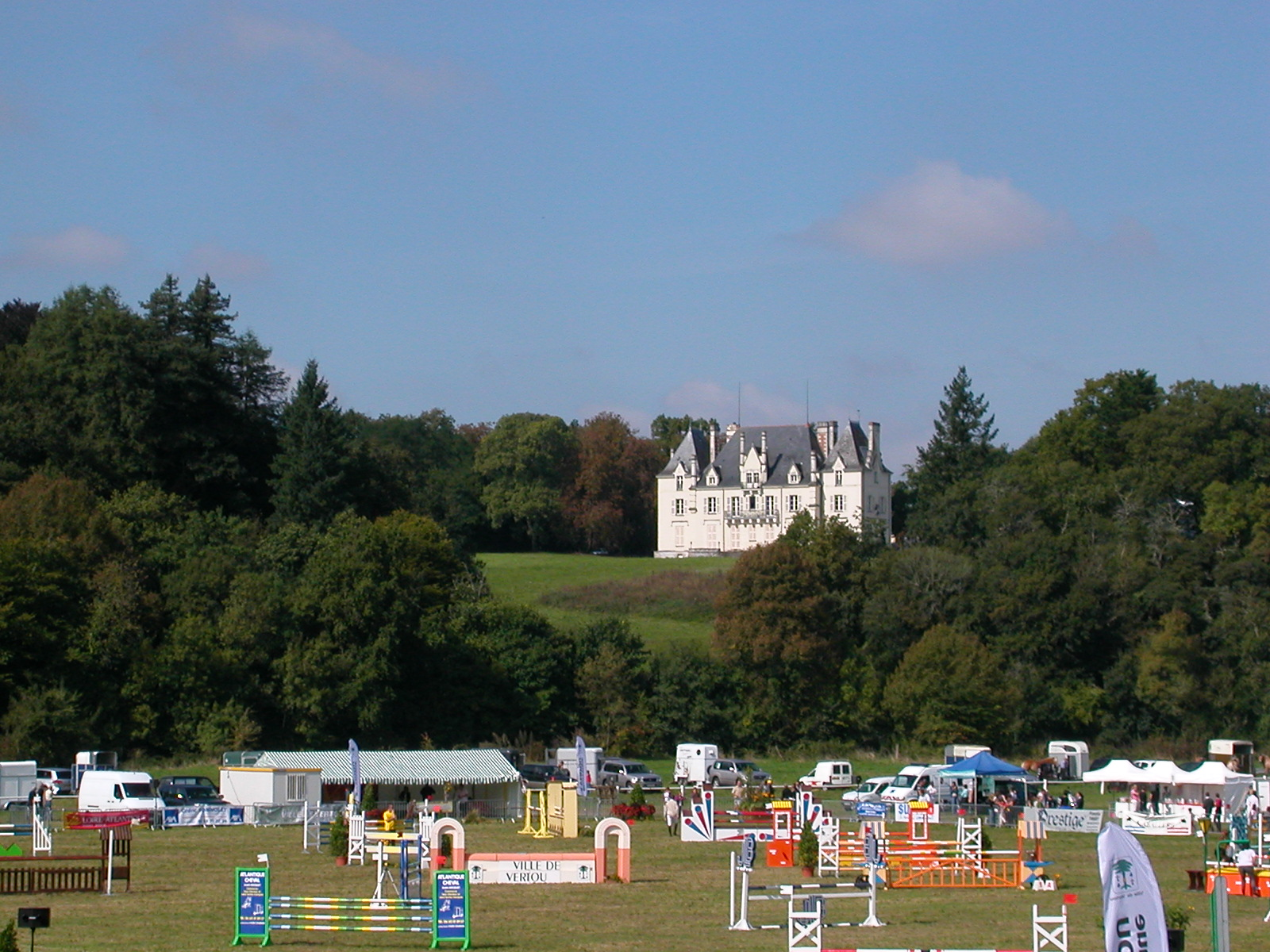
Шато Фремуар и ипподром
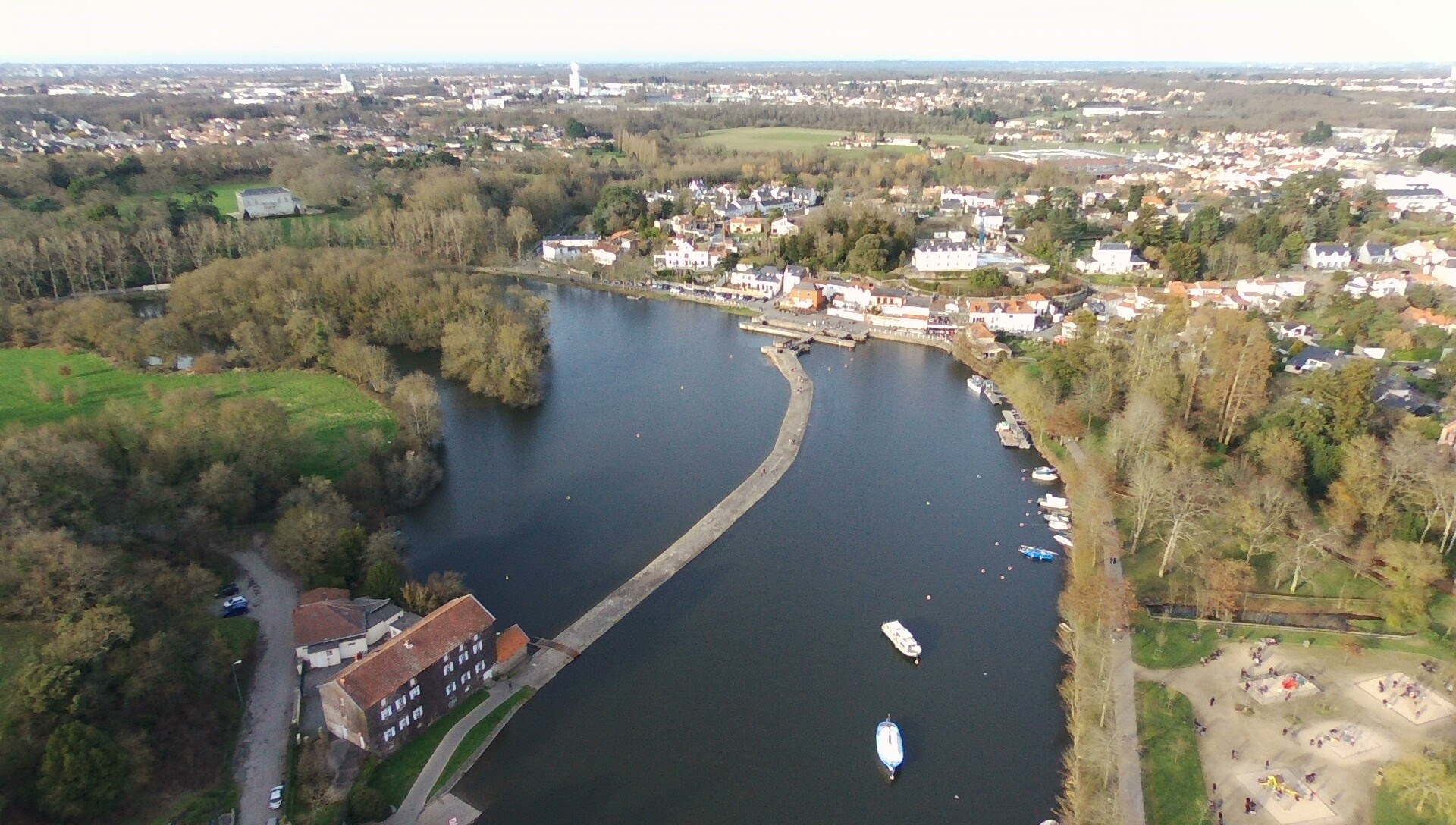
Плотина и шлюз на реке Севр-Нантез
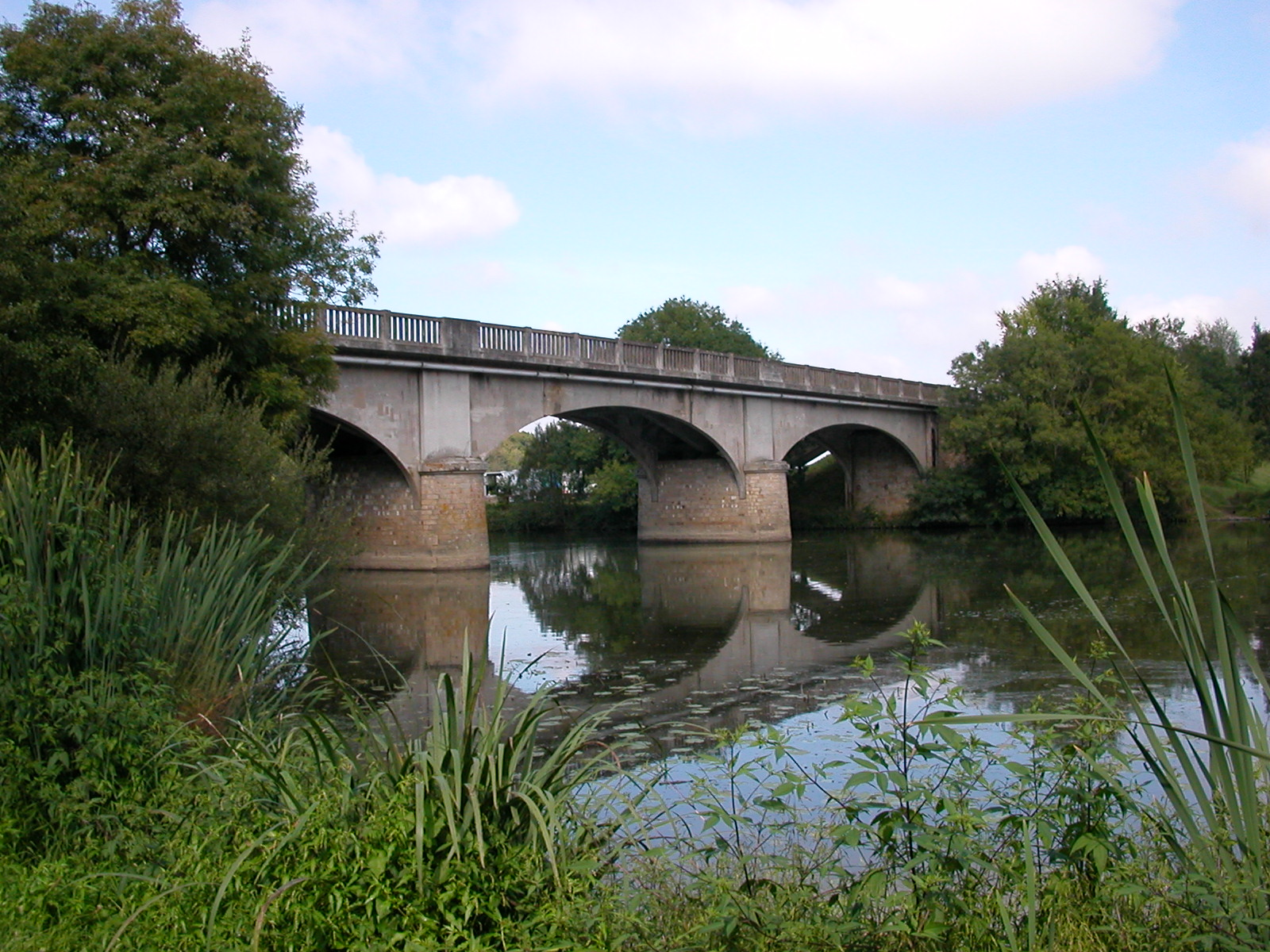
Мост Портийон
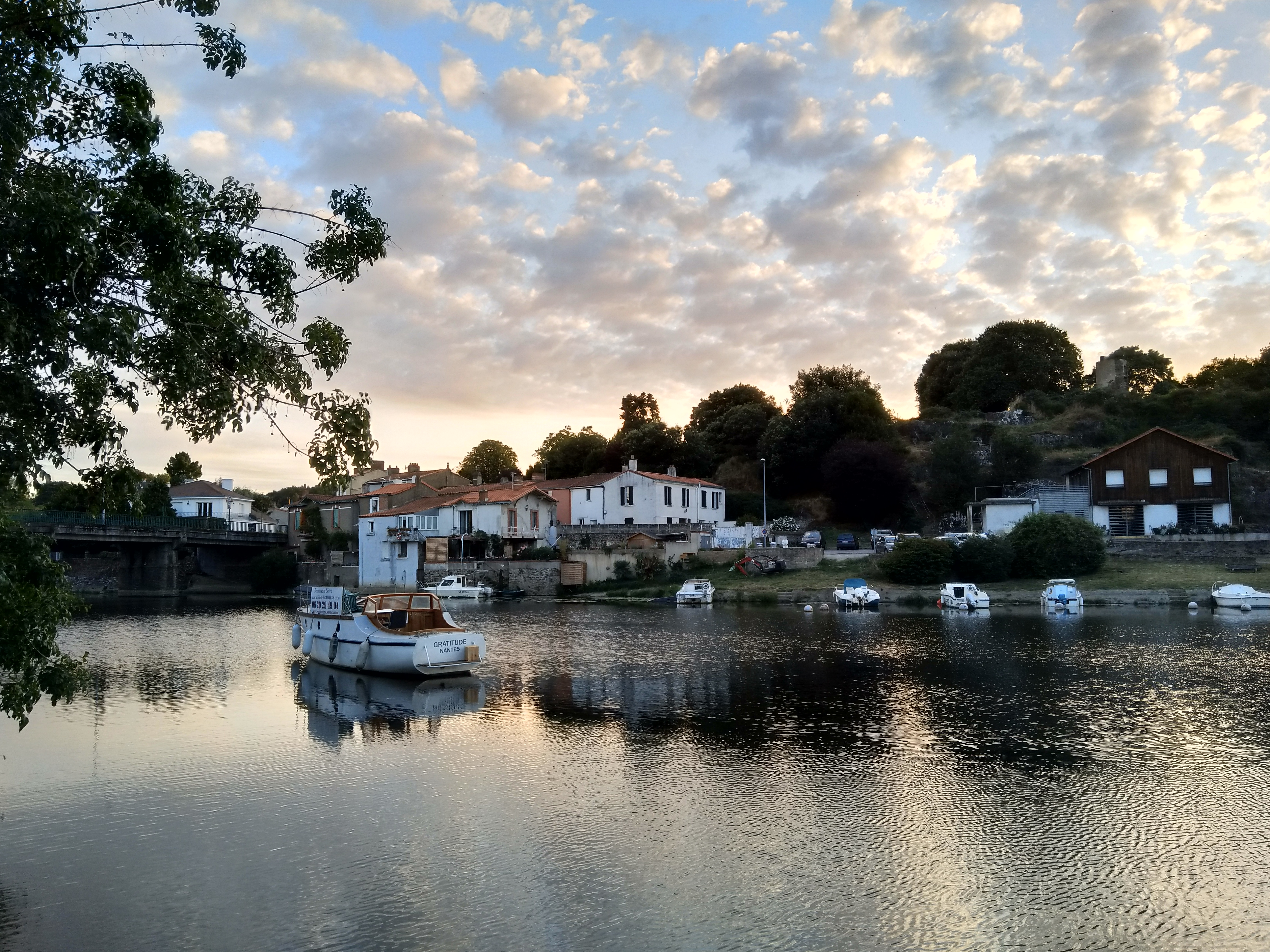
Вид на реку Севр-Нантез